# Adrenaline
Adrenaline je prvi album američke grupe Deftones, koji je izdan 1995. godine u sklopu diskografske kuće Maverick Records. Skrivenu pjesmu "Fist" na dotičnom albumu producirao je Ross Robinson, dok je ostatak albuma producirao Terry Date.
Pjesme "Bored" i "7 Words" ujedno su zasebno izdane. Svi tekstovi su napisani od strane grupe Deftones.
Vizalna pozadina albuma fotografija je aspiratora, pomagala za ispuhivanje nosa kod male djece.

## Popis pjesama
1. "Bored" – 4:06
2. "Minus Blindfold" – 4:04
3. "One Weak" – 4:29
4. "Nosebleed" – 4:26
5. "Lifter" – 4:43
6. "Root" – 3:41
7. "7 Words" – 3:43
8. "Birthmark" – 4:18
9. "Engine No. 9" – 3:25
10. "Fireal" – 6:36
11. "Fist" (Hidden Track) – 3:35

## Deftones
- Chino Moreno – vokal
- Stephen Carpenter – gitara
- Chi Cheng – bas-gitara, back vokal
- Abe Cunningham – bubanj

## Produkcija albuma
- Kim Biggs
- Victor Bracke
- Julia Carro – fotografiranje
- Terry Date – produkcija, miksanje, snimanje
- Ted Jensen – mastering
- Rick Kosick – additional photography
- Ross Robinson - produkcija skrivene pjesme u albumu "Fist"[2]
- Michelle Shuman – fotografiranje
- Tom Smurdy – drugi asistent
- Ulrich Wild – snimanje